# Latarnia morska w Dżuddzie
Latarnia morska w Dżuddzie (arab. ‏منارة جدة‎) – znak nawigacyjny w postaci wieży znajdujący się u wejścia do portu w mieście Dżudda w zachodniej części Arabii Saudyjskiej, na wschodnim wybrzeżu Morza Czerwonego. Ma wysokość 133 metrów, dzięki czemu jest najwyższą tego typu budowlą na świecie. Biała wieża o konstrukcji stalowo–betonowej posiada cylindryczne zwieńczenie. Jej budowa rozpoczęła się w 1987, a oddana do użytku została w 1990 roku. Światło latarni, usytuowane nad punktem obserwacyjnym, nadaje 3 błyski co 20 sekund. Zasięg światła wynosi 25 mil morskich (46 kilometrów).
W budynku mieści się centrum zarządzania ruchem statków jednego z największych portów na Bliskim Wschodzie. Port w Dżuddzie obsługuje ponad połowę importu i eksportu w kraju.